# Skoba

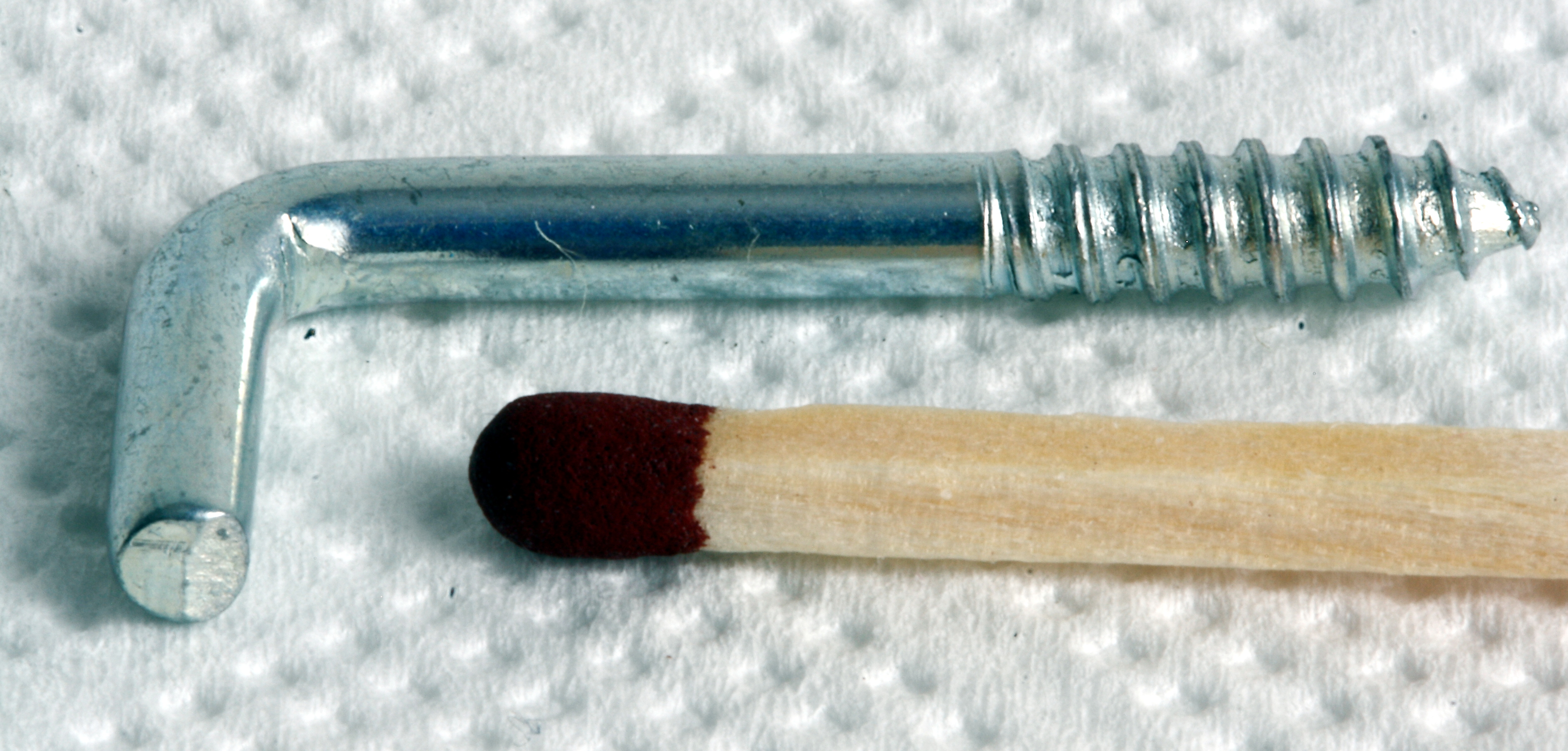
Pozinkovaná skobička

Skoba, zdrobněle skobička, je jednoduchá pomůcka obvykle ve tvaru písmene velkého „L“, která slouží k zavěšování předmětů a břemen na kolmých plochách jako jsou zdi budov, skalní stěny, domovní či bytové příčky apod.  V běžné domácí praxi se dnes jedná nejčastěji o ocelový výlisek či strojní výkovek, který se obvykle běžným kladivem zatlouká přímo do zdi. Existují ale i skoby se závitem pro zašroubování do dřeva či hmoždinky.
Skoby bývaly dříve vyráběny (obdobně jako hřeby, kramle a další spojovací materiál) nejčastěji ručním kováním v kovárnách. 

## Horolezecká skoba

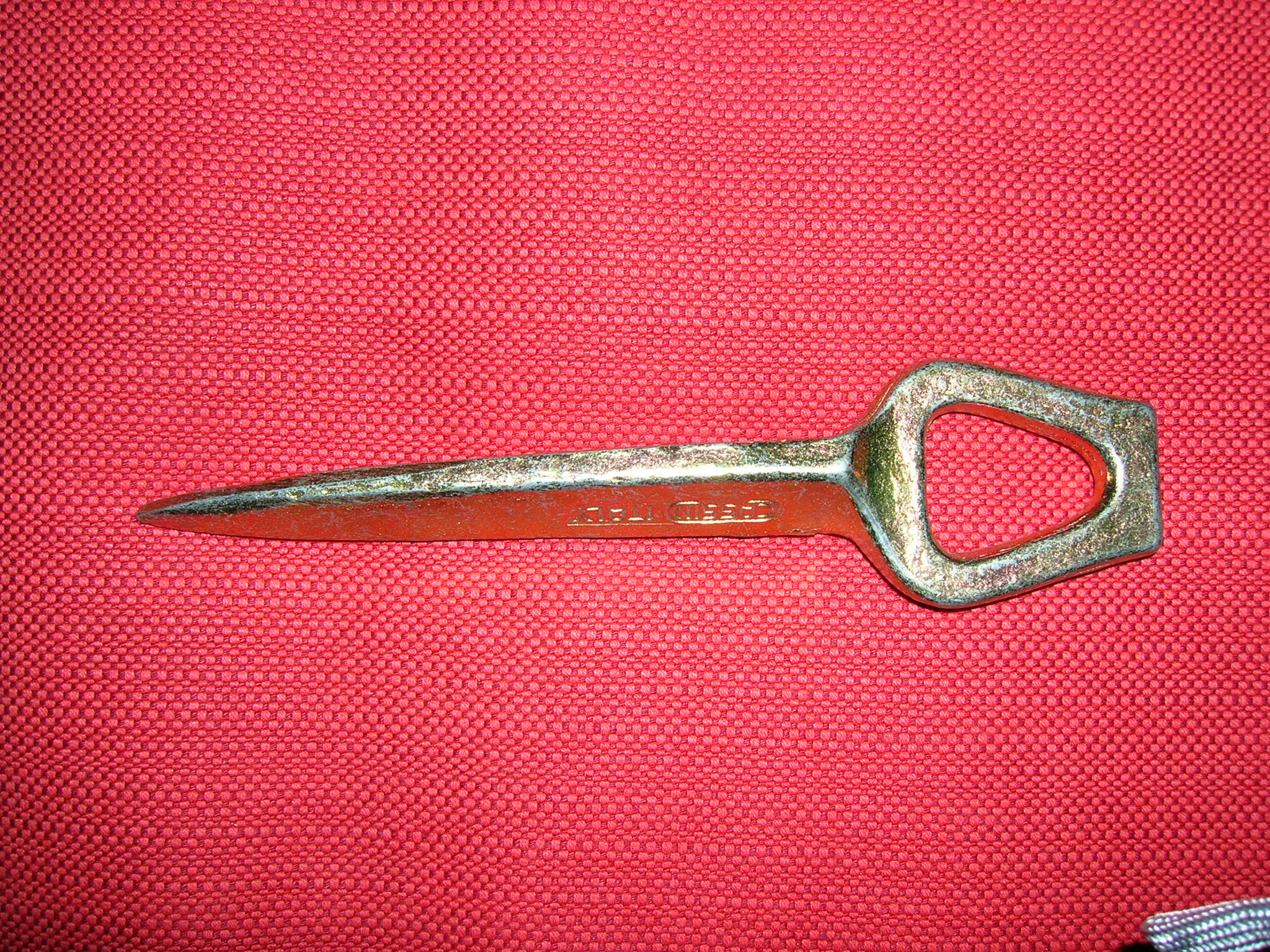
Příklad horolezecké skoby

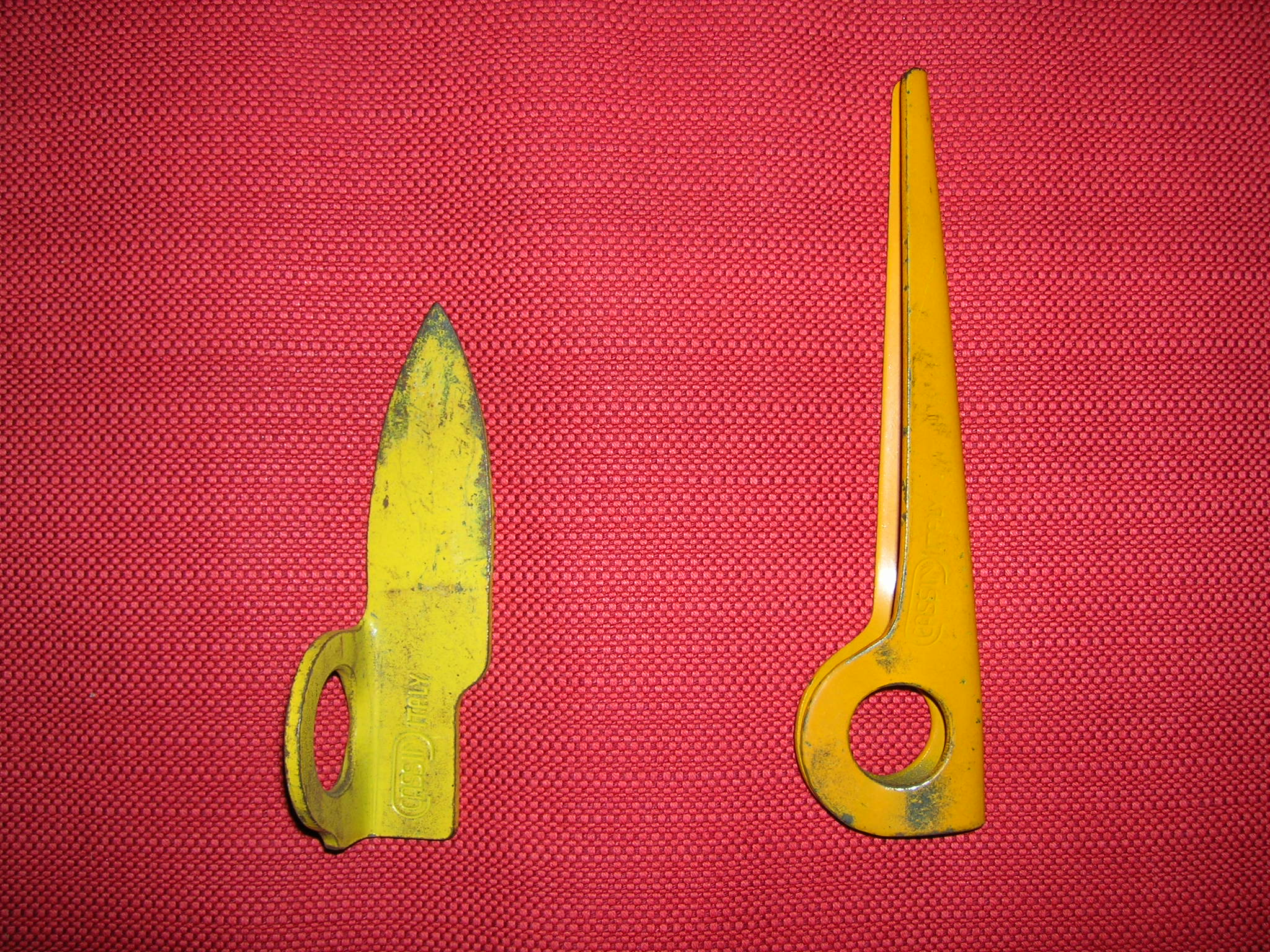
Příklady horolezecké skoby

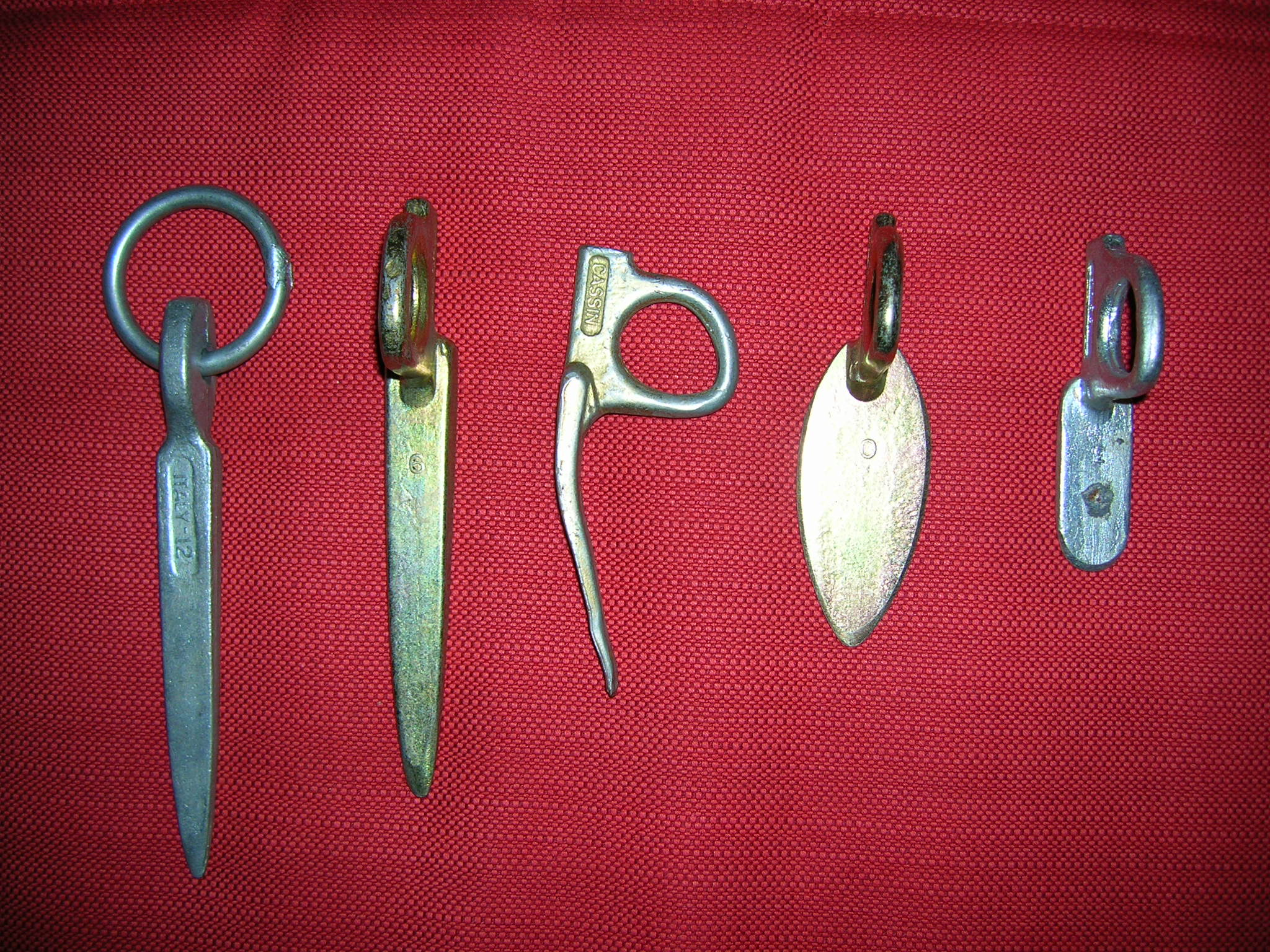
Příklady horolezecké skoby

Speciální horolezecké skoby se používají v horolezectví. Bývají často vyrobeny ze speciálních slitin kovů tak, aby měly vysokou mechanickou odolnost a v přírodním prostředí nepodléhaly korozi. Horolezecké skoby obvykle nemívají charakteristický tvar písmene "L" – bývají na vnějším konci opatřeny provlékacím okem.

## Přenesený význam slova
Slovo se někdy používá i v přeneseném významu pro předměty, které svým tvarem do "L" nějak připomínají skobu - například někdo má "nos jako skoba", může mít i skobu na kalhotách (natržené či roztržené kalhoty ve tvaru skoby) atd. apod.  